# ضامنجان (سدة أراك)
ضامنجان (بالفارسية: ضامنجان) هي منطقة سكنية تقع في إيران في Sedeh Rural District. يقدر عدد سكانها بـ 1,634 نسمة .